# Eudy Simelane
Pour les articles homonymes, voir Simelane.
Eudy Simelane, née le 11 mars 1977 à KwaThema et assassinée le 28 avril 2008, est une footballeuse sud-africaine, membre de l'équipe nationale, et militante pour les droits des lesbiennes, gays, bisexuels et transgenres (LGBT).

## Les faits
Eudy Simelane était l'une des premières femmes à vivre ouvertement comme lesbienne à KwaThema, un townships situé dans la banlieue sud-ouest de Springs. Elle y a été violée et assassinée,,. Son corps a été retrouvé dans un ruisseau à KwaThema. Elle avait subi un viol collectif et avait été poignardée à vingt-cinq reprises au visage, à la poitrine et aux jambes.

## Le viol correctif
Son meurtre a été vu comme un crime de haine commis en raison de son orientation sexuelle. La pratique de « viol correctif » est répandue en Afrique du Sud, des hommes violant des lesbiennes prétendument pour les « guérir » de leur orientation sexuelle. Deux autres militantes lesbiennes, Sizakele Sigasa et Salome Masooa, avaient déjà été torturées et assassinées en juillet 2007.

## Le procès
Le 11 février 2009 débuta à Delmas, province du Mpumalanga, le procès de quatre des agresseurs présumés. L'un des quatre agresseurs a plaidé coupable et fut condamné à une peine de prison à 32 ans pour viol et assassinat. En septembre 2009, un autre fut condamné à perpétuité plus 35 ans, pour assassinat, viol et vol qualifié tandis que les deux derniers accusés furent acquittés. Les juges n'ont néanmoins pas estimé que Eudy Simelane avait été assassinée en raison de son orientation sexuelle.